# Campeonato mundial A de hockey patines masculino de 1939
El II Campeonato mundial de hockey sobre patines masculino y XII Campeonato europeo se celebró en Montreux, Suiza, entre el 6 de abril y el 10 de abril de 1939. 
En el torneo participaron las selecciones de 7 países incluidos en un único grupo.
El vencedor del torneo, disputado por el método de liguilla fue la selección de Inglaterra. La segunda plaza fue para la selección de Italia y la medalla de Bronce para la selección de Portugal.

## Equipos participantes
Las 7 selecciones nacionales participantes del torneo pertenecen a Europa y coinciden exactamente con los 7 participantes de la edición anterior.
|            |
| Alemania   |
| Bélgica    |
| Francia    |
| Inglaterra |
| Italia     |
| Portugal   |
| Suiza      |

## Torneo
| Equipo     | Pts | PJ | PG | PE | PP | GF | GC | DG  |
| ---------- | --- | -- | -- | -- | -- | -- | -- | --- |
| Inglaterra | 12  | 6  | 6  | 0  | 0  | 22 | 5  | +17 |
| Italia     | 8   | 6  | 4  | 0  | 2  | 27 | 10 | +17 |
| Portugal   | 6   | 6  | 2  | 2  | 2  | 6  | 11 | -5  |
| Bélgica    | 5   | 6  | 2  | 1  | 3  | 10 | 13 | -3  |
| Francia    | 5   | 6  | 2  | 1  | 3  | 11 | 22 | -11 |
| Alemania   | 4   | 6  | 2  | 0  | 4  | 13 | 14 | -1  |
| Suiza      | 2   | 6  | 0  | 2  | 4  | 12 | 26 | -14 |

- Resultados

| Fecha    | Partido    | Partido | Partido  | Resultado |
| -------- | ---------- | ------- | -------- | --------- |
| ??.04.39 | Alemania   | -       | Suiza    | 4-1       |
| ??.04.39 | Francia    | -       | Suiza    | 5-4       |
| ??.04.39 | Bélgica    | -       | Suiza    | 4-4       |
| ??.04.39 | Portugal   | -       | Suiza    | 0-0       |
| ??.04.39 | Italia     | -       | Suiza    | 8-1       |
| ??.04.39 | Inglaterra | -       | Suiza    | 5-2       |
| ??.04.39 | Francia    | -       | Alemania | 1-7       |
| ??.04.39 | Bélgica    | -       | Alemania | 2-0       |
| ??.04.39 | Portugal   | -       | Alemania | 2-1       |
| ??.04.39 | Italia     | -       | Alemania | 6-1       |
| ??.04.39 | Inglaterra | -       | Alemania | 2-0       |
| ??.04.39 | Bélgica    | -       | Francia  | 0-2       |
| ??.04.39 | Portugal   | -       | Francia  | 1-1       |
| ??.04.39 | Italia     | -       | Francia  | 6-1       |
| ??.04.39 | Inglaterra | -       | Francia  | 4-1       |
| ??.04.39 | Portugal   | -       | Bélgica  | 2-1       |
| ??.04.39 | Italia     | -       | Bélgica  | 1-2       |
| ??.04.39 | Inglaterra | -       | Bélgica  | 4-1       |
| ??.04.39 | Italia     | -       | Portugal | 5-1       |
| ??.04.39 | Inglaterra | -       | Portugal | 3-0       |
| ??.04.39 | Inglaterra | -       | Italia   | 4-1       |

## Clasificación final
| 1. Inglaterra |
| 2. Italia     |
| 3. Portugal   |
| 4. Bélgica    |
| 5. Francia    |
| 6. Alemania   |
| 7. Suiza      |